# Komaki
Komaki (Japans: 小牧市, Komaki-shi) is een stad in de Japanse prefectuur Aichi. De oppervlakte van de stad is 62,82 km² en midden 2009 had de stad ruim 149.000 inwoners.

## Geschiedenis
Op 1 januari 1955 werd Komaki een stad (shi) na samenvoeging van de gemeente Komaki (小牧町, Komaki-chō) met de dorpen Ajioka (味岡村, Ajioka-mura) en Shinooka ((篠岡村, Shinooka-mura).
Op 1 september 1963 werd een deel van het dorp Kitasato (北里村, Kitasato-mura) aan de stad toegevoegd (en de rest via de gemeente Shikatsu aan de stad Kitanagoya).

## Bezienswaardigheden
- Hōnen Matsuri, een vruchtbaarheidsfestival dat jaarlijks op 15 maart wordt gehouden. Centraal hierbij staan shinto-priesters die muziekinstrumenten bespelen, optochten van ceremonieel geklede burgers en fallussymbolen.
- Menard-museum. Kunst uit de 19e en 20e eeuw, zowel Japans als Europees.

## Verkeer
Een gedeelte van de Luchthaven Nagoya is in de stad gelegen, het andere gedeelte van dit vliegveld ligt op grond van de stad Kasugai.
Komaki ligt aan de Komaki-lijn van de Nagoya Spoorwegmaatschappij (Meitetsu)
Komaki ligt aan de autowegen 41 en 155.
Van 1991 tot en met 2006 was een van de vervoermiddelen binnen Komaki de Tōkadai Shin-kōtsū Peach Liner, een automatisch bestuurd railvoertuig. De Peach Liner werd in 2006 afgeschaft.

## Stedenbanden
Komaki heeft een stedenband met :
- Wyandotte (Michigan), Verenigde Staten
- Anyang, Zuid-Korea, sinds 17 april 1987

## Aangrenzende steden
- Inuyama
- Iwakura
- Kasugai

## Geboren in Komaki
- Kohei Hirate (平手 晃平, Hirate Kōhei), autocoureur